# ۲۹ (پیش از میلاد)
۲۹ (پیش از میلاد) ۲۹مین سال قبل از تقویم میلادی است.